# Парнагуа

Парнагуа на карте штата.

Парнагуа (порт. Parnaguá) — муниципалитет в Бразилии, входит в штат Пиауи. Составная часть мезорегиона Юго-запад штата Пиауи. Входит в экономико-статистический микрорегион Шападас-ду-Эстрему-Сул-Пиауиенси. Население составляет 10 276 человек на 2010 год. Занимает площадь 3429,283 км². Плотность населения — 3,00 чел./км².

## Демография
Согласно сведениям, собранным в ходе переписи 2010 г. Национальным институтом географии и статистики (IBGE), население муниципалитета составляет:
| Полное население                               | Полное население                               | Полное население                               | Полное население                               | 10 276 |
| ---------------------------------------------- | ---------------------------------------------- | ---------------------------------------------- | ---------------------------------------------- | ------ |
| в том числе:                                   | Городское население                            | 5339                                           | Процент городского населения, %                | 51,96  |
|                                                | Сельское население                             | 4937                                           | Процент сельского населения, %                 | 48,04  |
|                                                | Мужское население                              | 5459                                           | Процент мужского населения, %                  | 53,12  |
|                                                | Женское население                              | 4817                                           | Процент женского населения, %                  | 46,88  |
| Плотность населения, чел/км²                   | Плотность населения, чел/км²                   | Плотность населения, чел/км²                   | Плотность населения, чел/км²                   | 3,00   |
| Население муниципалитета в % к населению штата | Население муниципалитета в % к населению штата | Население муниципалитета в % к населению штата | Население муниципалитета в % к населению штата | 0,33   |

По данным оценки 2016 года, население муниципалитета — 10 561 житель.

## История
Город основан в 1762 году.

## Статистика
- Валовой внутренний продукт на 2003 год составляет 12 278 087,00 реалов (данные: Бразильский институт географии и статистики).
- Валовой внутренний продукт на душу населения на 2003 год составляет 1274,19 реалов (данные: Бразильский институт географии и статистики).
- Индекс развития человеческого потенциала на 2000 год составляет 0,592 (данные: Программа развития ООН).